# ВЯ
ВЯ (Волков – Ярцев) е съветско авиационно оръдие с калибър 23 мм от периода на Втората световна война. Създадено от конструкторите А. А. Волков и С. А. Ярцев, то е конструирано специално за щурмовия самолет Ил-2.

## История
През февруари 1942 г., в Завод № 2 на Наркомата по въоръжението на СССР, започва работа по првъоръжаването на лекия танк Т-60. Взето е решение в куполата на танка да бъде монтирано 23 мм авиационно оръдие ВЯ.
При проведените изпитания танковата модификация на оръдието ВЯ се оказва недотам успешна. Констатирано е, че поради бързата работа на автоматиката и компактността на оръдието куполата на танка заклинява и оръдието има малък раесурс. Работата по оръдието е спряна не само поради това. Основна причина е фактът, че през 1942 г. боеприпасите за ВЯ не са достатъчно даже и за авиационния парк.
Общо през периода март – април Завод № 2 произвежда 16 опитни образци, за които обаче не е известно дали са монтирани на танк.

## Създаване
Заданието за 23-мм авиационно оръдие с начална скорост на стрелбата около 900 м/с и темп на стрелбата 600 изстр/мин е спуснато до конструкторските бюра в началото на 1940 г. Работещите в ЦКБ-14 (Централно конструкторско бюро – 14) А. А. Волков и С. А. Ярцев, които преди това са разработили 20-мм авиационно оръдие, разработват новото оръжие с индекс ТКБ-201 на негова база и на 6 май 1940 г. представят чертежите му. ТКБ-201 се отличава с висок темп на стрелбата при голяма мощност на изстрела за оръдие с такъв калибър, но има прекалено силен откат и рязка работа на механизмите, които налагат от една страна използването на пружинен амортизатор (утежняващ и усложняващ конструкцията), а от друга намаляват издръжливостта на детайлите и предизвикват засечки, които не могат да се отстранят по време на полет.
Изпитанията се провеждат през 1940 г. като за тях е използван немски двумоторен изтребител Ме-110, тъй като все още няма произведен Ил-2. Въпреки че на тях се представя задоволително, вместо ТКБ-201 е предпочетено 23-мм авиационно оръдие МП-6, което е пуснато в производство. Но неговите недостатъци прнуждават военните да проведат повторни сравнителни изпитания през април-май 1941 г. (вече с Ил-2), на които ТКБ-201 е призната за по-добра система и през май 1941 г. оръдието е прието на въоръжение с обозначението ВЯ (понякога се среща и като ВЯ-23).
Тези оръдия се произвеждат в заводи № 2 и № 66, като през 1942 г. са произведени 13 420 броя, през 1943 г. – 16 430, през 1944 г. 22 820, 1945 г. – 873, 1946 г. – 2002, 1947 г. 1247 или общо 64 655 оръдия.

## Бойно използване
Оръдието е монтирано симетрично в крилата само на щурмовите самолети Ил-2 (по-късно и на Ил-10 в по-малки количества) – откатът му е толкова голям, че не се решават да го монтират на изтребители. Предназначено е за борба със защитени наземни цели и използва осколъчно-запалителни, бронебойно-запалителни и осколъчно-запалително-трасиращи боеприпаси. Масата и разривното действие на снаряда са два пъти по-високи от тези на най-масовото съветско авиационно оръдие от това време – 20-мм ШВАК. Въпреки че монтирането на ВЯ на щурмовиците Ил-2 повишава ефективността им в борбата с бронетанковата техника, реалната му ефективност се оказва по-ниска от очакваното. Бронебойно-запалителните снаряди на оръдието се справят с леките немски танкове и донякъде с ранните модели на средните танкове на противника, но са общо взето безсилни срещу по-новите модели средни танкове и самоходни артилерийски установки. Така например, при проведените полигонни изпитания, от 62 попадения в немските средни танкове Pz.Kpfw.III Ausf G и САУ StuG III Ausf E, има само едно пробиване на бронята (в броня с дебелина 10 мм), едно засядане в нея, 27 попадения в ходовата част (които по правило не нанасят съществени повреди), а останалите попадения или оставят само вдлъбнатини, или рикошират. От анализа на проведените изпитания става ясно, че сигурно поражение на по-новите морели на Pz.Kpfw.III и Pz.Kpfw.IV (в по-слабо защитената горна част на танковете) може да се получи само при пикиране под ъгли над 40° от разстояние 300 – 400 м, но пилотирането на Ил-2 при тези режими на полет е много сложно, а поради малката площ на целите, вероятността за попадение остава все така малка.
Според летците-изпитатели най-удобната и ефективна стрелба от Ил-2, въоръжен с ВЯ, е стрелба с планиране под ъгъл 25 – 30° при височина на влизането в планиране 500 – 700 м и скорост 220 – 240 км/ч. Времето за прицелване и стрелба при това положение се колебае в рамките на 6 – 9 секунди, което позволява да се направят две-три прицелни стрелби, тъй като дължината на стрелбата не трябва да превишава 1.5 сек. Поради големия откат ако дължината на стрелбата е над 1.5 – 2 сек, това довежда до разстройване на прицелването и рязко увеличаване на разсейването на снарядите (т.е. рязко намаляване на точността). Прицелната далечина е 600 – 800 м, а минималната дистанция за стрелба – около 300 – 400 м.